# Star Trek: Deep Space Nine - Dominion Wars
Star Trek: Deep Space Nine - Dominion Wars est un jeu vidéo de combat spatial développé par Gizmo Games et édité par Simon & Schuster, sorti en 2001 sur Windows. Il est basé sur la série Star Trek: Deep Space Nine.

## Accueil
- Eurogamer : 6/10[1]
- GameSpot : 6/10[2]
- IGN : 5,8/10[3]